# Lijst van rijksmonumenten in Stad aan 't Haringvliet
De plaats Stad aan 't Haringvliet telt 12 inschrijvingen in het rijksmonumentenregister. Hieronder een overzicht.
| Object | Oorspronkelijke functie?  | Bouwjaar                | Architect | Locatie            | Coördinaten?                  | Nr.?  | Afbeelding                                                                                     |
| --- | ------------------------- | ----------------------- | --------- | ------------------ | ----------------------------- | ----- | ---------------------------------------------------------------------------------------------- |
| De Korenaar | Industrie- en poldermolen | 1746                    |           | Molendijk 79       | 51° 43' 57" NB, 4° 14' 14" OL | 29877 | Meer afbeeldingen                                                                              |
| Nederlands Hervormde Kerk | Kerk en kerkonderdeel     | 1540                    |           | Nieuwstraat 27     | 51° 44' 20" NB, 4° 14' 30" OL | 29878 | Nederlands Hervormde Kerk                                                                      |
| Toren der Hervormde Kerk. Tegen de westgevel der kerk aangebouwde kleine toren                                                         | Kerk en kerkonderdeel     |                         |           | Nieuwstraat bij 27 | 51° 44' 20" NB, 4° 14' 29" OL | 29879 | Meer afbeeldingen                                                                              |
| Pand met gepleisterde puntgevel | Woonhuis                  | 17e of 18e eeuw         |           | Voorstraat 9       | 51° 44' 22" NB, 4° 14' 35" OL | 29880 | Pand met gepleisterde puntgevel                                                                |
| Pand met hoog wolfdak en gepleisterde voorgevel met ingezwenkte zijkanten en houten kroonlijst                                         | Woonhuis                  | 17e eeuw                |           | Voorstraat 11      | 51° 44' 22" NB, 4° 14' 35" OL | 29881 | Pand met hoog wolfdak en gepleisterde voorgevel met ingezwenkte zijkanten en houten kroonlijst |
| Pand met hoog wolfdak en gepleisterde voorgevel met ingezwenkte zijkanten en houten kroonlijst                                         | Woonhuis                  | 17e eeuw                |           | Voorstraat 13      | 51° 44' 22" NB, 4° 14' 34" OL | 29882 | Pand met hoog wolfdak en gepleisterde voorgevel met ingezwenkte zijkanten en houten kroonlijst |
| Pand, bestaand uit beganegrond met zolderverdieping en hoog wolfdak; gepleisterde gevel met ingezwenkte zijkanten en houten kroonlijst | Woonhuis                  | waarschijnlijk 17e eeuw |           | Voorstraat 17      | 51° 44' 22" NB, 4° 14' 35" OL | 29883 | Meer afbeeldingen                                                                              |
| Pand met zadeldak tussen puntgevels. Aan de Voorstraat een gepleisterde puntgevel                                                      | Woonhuis                  | 18e eeuw                |           | Voorstraat 19      | 51° 44' 22" NB, 4° 14' 34" OL | 29884 | Meer afbeeldingen                                                                              |
| Pand, met zadeldak en puntgevel | Woonhuis                  | waarschijnlijk 18e eeuw |           | Voorstraat 32      | 51° 44' 22" NB, 4° 14' 32" OL | 29885 | Meer afbeeldingen                                                                              |
| Pand met gepleisterde puntgevel, waarin vier sierankers                                                                                | Woonhuis                  | 17e eeuw                |           | Voorstraat 34      | 51° 44' 22" NB, 4° 14' 32" OL | 29886 | Meer afbeeldingen                                                                              |
| Pand met puntgevel, waarin vier sierankers en vensters met zes- en negenruitsschuiframen                                               | Woonhuis                  | 17e eeuw                |           | Voorstraat 36      | 51° 44' 22" NB, 4° 14' 32" OL | 29887 | Meer afbeeldingen                                                                              |
| Grote boerderij onder pannen zadeldak. Puntgevel met tussentrappen en in de top vensters met oude tweelichtskozijnen en luiken         | Boerderij                 | 1746                    |           | Zeedijk 1          | 51° 43' 31" NB, 4° 15' 7" OL  | 29888 | Meer afbeeldingen                                                                              |